# Serrote São Joaquim
O Serrote São Joaquim é uma serra localizada no sertão central do estado do Ceará. Situada no município de Itatira.

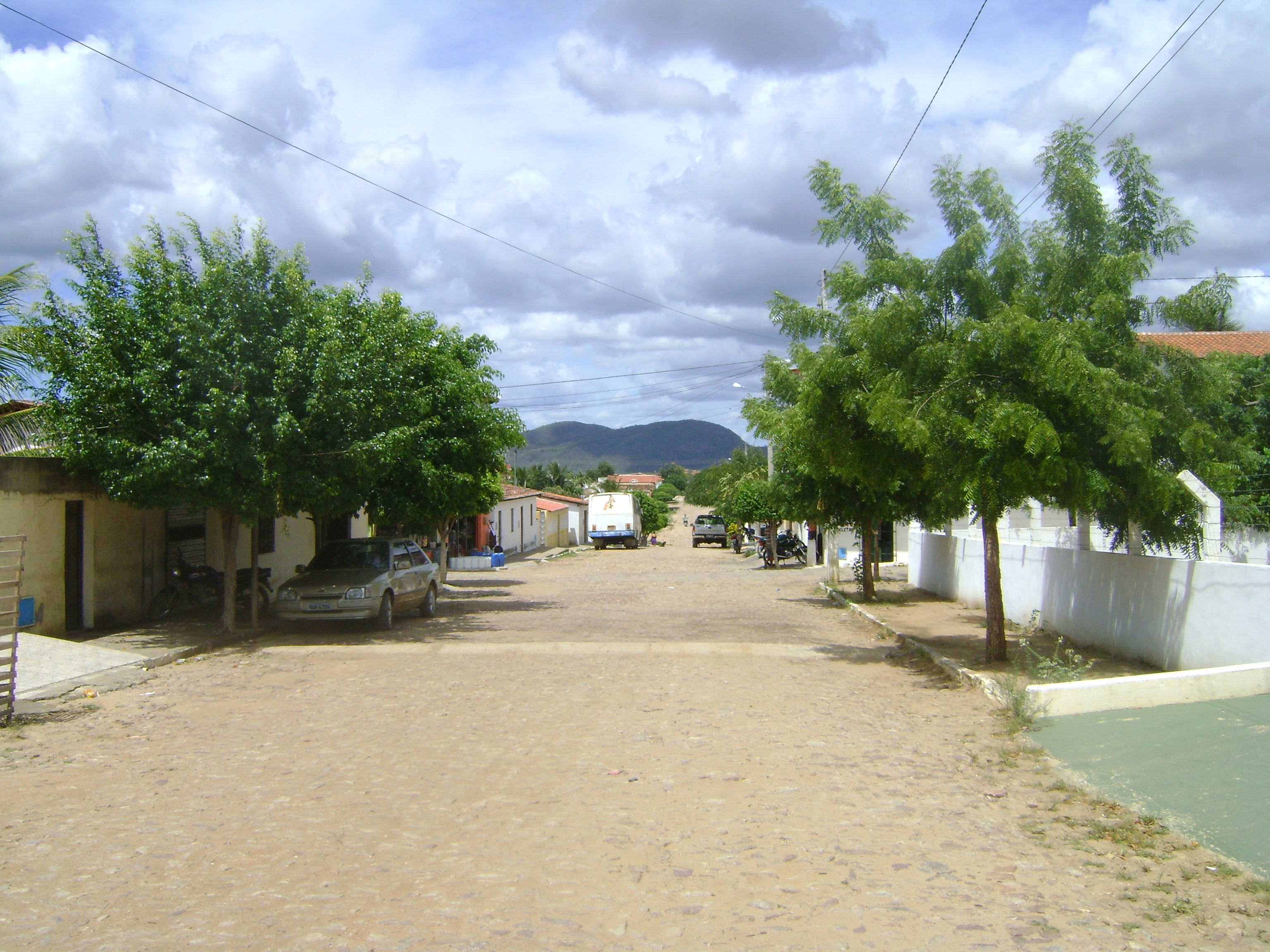
Serrote São Joaquim, vista de Lagoa do Mato.

## Clima e Vegetação
O clima é o tropical quente semi-árido. A vegetação característica é floresta tropical pluvial, ou mata seca sazonal.